# いちむらまさき
いちむら まさきは、岐阜県出身の東京都調布市在住のギター、ウクレレ教則本などを執筆する著作家、ギター講師、カントリーギタリスト、YouTuber。

## 来歴
レッド・ツェッペリン等のギタータブ譜書き起こし等の仕事をしながらバンド活動をしていた。カントリー、ロック、ブルースを中心にレコーディングやステージをこなしつつ、師である匠徳武弘文とのアコースティック・ギター・デュオ”徳の市”でも精力的に活動を続けていた。
トミー・エマニュエルのCDの輸入や日本のギター雑誌で紹介するのに尽力した。

## エピソード
- YouTubeではうろ覚えの唄等のアドリブ弾き語りとカッティングを中心にした長尺ソロ演奏を披露している。
- PlayTech等のいわゆる安エレクトリック・ギターやリサイクルショップの中古エレクトリック・ギターでもペグ等パーツの交換やフレット、ネックの調整等でパフォーマンスをあげる事ができ、楽器への知識、愛着が深まるとの趣旨の持論を持つ。 折れたジャンクギターのネックを接着修理して調整、リペアしたり、各種マテリアルやパーツ、工具への造詣も深く、又、パーツの発注等で適合の可否の人柱となり、有益な情報をギター愛好家に動画を通してフィードバックしている。

## 著作

### 書籍
- 『ニガテなトコだけやればいい 楽譜を読むコツ』（1998年、シンコーミュージック、ISBN 978-4401713158）
- 『ニガテなトコだけやればいい フィンガーピッキングのコツ』（1998年、シンコーミュージック、ISBN 978-4401713141）
- 『ウクレレコードブック』（1998年、ヤマハミュージックエンタテインメントホールディングス、ISBN 978-4636168266）
- 『ニガテなトコだけやればいい フォークギターのコツ』（1998年、シンコーミュージック、ISBN 978-4401713080）
- 『目で見て確認 ウクレレ』（1998年、リットーミュージック、ISBN 978-4845603756）
- 『CDでマスターする アコースティックギター』（1998年、ナツメ出版企画、ISBN 978-4816321887）
- 『マンガを読んだら弾けちゃった! ギター』（2000年、ヤマハミュージックエンタテインメントホールディングス、ISBN 978-4636167733）
- 『メンバー探しからCDデビューまで 成功するバンドのつくり方』（2003年、ドレミ楽譜出版社、ISBN 978-4810833324）
- 『超簡単 譜面攻略法』（2006年、シンコーミュージック、ISBN 978-4401630103）
- 『ギター上達100の裏ワザ 知ってトクする効果的な練習法&ヒント集』（2006年、リットーミュージック、ISBN 978-4845613168）
- 『アコギ上達100の裏ワザ』（2007年、リットーミュージック、ISBN 978-4845614370）
- 『ウクレレ上達100の裏ワザ 知ってトクする効果的な練習法&ヒント集』（2008年、リットーミュージック、ISBN 978-4845615582）
- 『目で見て確認DVD エレクトリック・ギター』（2008年、リットーミュージック、ISBN 978-4845614615）
- 『ライブ上達100の裏ワザ』（2009年、リットーミュージック、ISBN 978-4845617326）
- 『耳コピ上達100の裏ワザ 知ってトクするおもしろアイディア&ヒント集』（2009年、リットーミュージック、ISBN 978-4845616695）
- 『ギター作曲100の裏ワザ 知ってトクするおもしろアイディア&ヒント集』（2010年、リットーミュージック、ISBN 978-4845617968）
- 『100個のフレーズを弾くだけで飛躍的にギターが上達する本 段階トレーニングで「手クセ」の幅を広げよう!』（2010年、リットーミュージック、ISBN 978-4845619009）
- 『100個のフレーズを弾くだけで飛躍的にギターが上達する本 リズム強化編 段階トレーニングで「手クセ」の幅をもっと広げる!』（2012年、リットーミュージック、ISBN 978-4845620524）
- 『気づいた人から上手くなる! ギタリストのハテナに答えます! 知らなきゃ損するギター知恵袋』（2012年、リットーミュージック、ISBN 978-4845621262）
- 『癒されるソロ・ウクレレ&元気が出るウクレレ弾き語り Ukulele 4 Tomorrow』（2013年、リットーミュージック、ISBN 978-4845619535）
- 『TAB譜付スコア ウクレレ・ラブソング〜心に響くJ-POP集〜』（2013年、ドレミ楽譜出版社、ISBN 978-4285136302）
- 『BOX式リード・ギター自由自在』（2013年、リットーミュージック、ISBN 978-4845622092）
- 『模範演奏CD付 ウクレレフィギュアスケート名曲集』（2014年、ドリームミュージックファクトリー、ISBN 978-4865710021）
- 『ギター・コードを覚える方法とほんの少しの理論 600個のコードを導く7のルール』（2015年、リットーミュージック、ISBN 978-4845626090）
- 『ウクレレ・コードを覚える方法と押さえやすい指選びのコツ』（2015年、リットーミュージック、ISBN 978-4845626892）
- 『コード進行を覚える方法と耳コピ&作曲のコツ』（2016年、リットーミュージック、ISBN 978-4845627905）
- 『できるゼロからはじめるウクレレ超入門』（2016年、リットーミュージック、ISBN 978-4845628124）
- 『ギターを磨けばうまくなる! ギターの取説』（2016年、リットーミュージック、ISBN 978-4401741137）
- 『ギター・スケールを覚えないでアドリブをはじめる方法』（2016年、リットーミュージック、ISBN 978-4845628841）
- 『ギターを弾いているだけで音感がアップする方法』（2017年、リットーミュージック、ISBN 978-4845630288）
- 『ブルース・ギターをはじめる方法とプレイ幅を広げるコツ』（2017年、リットーミュージック、ISBN 978-4845631223）
- 『音楽理論がおもしろくなる方法と音勘を増やすコツ』（2018年、リットーミュージック、ISBN 978-4845631438）
- 『はじめての歪みエフェクター 定番機種を聴き比べ!』（2018年、リットーミュージック、ISBN 978-4845632428）
- 『楽譜を見るのがうれしくなる方法とプレイに直結させるコツ』（2018年、リットーミュージック、ISBN 978-4845632749）
- 『リズム練習がたのしくなる方法と前ノリ、後ノリのコツ』（2018年、リットーミュージック、ISBN 978-4845633364）
- 『弾き語りをはじめたい人のためのギター入門』（2020年、リットーミュージック、ISBN 978-4845634729）
- 『音楽理論ぬきで ギター・ボキャブラを増やす方法』（2021年、リットーミュージック、ISBN 978-4845636051）
- 『ストロークだけのアコギ弾き語りから脱却する方法』（2021年、リットーミュージック、ISBN 978-4845636990）
- 『ウクレレがもっとたのしくなる方法と上達の裏ワザ』（2022年、リットーミュージック、ISBN 978-4845637867）

他

### DVD
- 『アコースティック・ブルース・ギター講座』（2004年、アトス・インターナショナル）
- 『プレイ・ザ・アコースティック・ブルース 使えるフレーズ大全』（2004年、アトス・インターナショナル）
- 『ギター・テクニック・コンプリート・ファイル 1』（2005年、アトス・インターナショナル）
- 『ギター・テクニック・コンプリート・ファイル 2』（2005年、アトス・インターナショナル）
- 『指弾きギター自由自在』（2006年、アトス）
- 『大人の楽器生活 ウクレレの嗜み』（2007年、アトス）
- 『アコギ教則 アコースティック・ギター完全攻略』（2009年、アトス・インターナショナル）
- 『指弾きアコギ革命』（2010年、アトス・インターナショナル）
- 『大人の楽器生活 ウクレレの嗜み BEST PRICE 1900』（2014年、アトス・インターナショナル）

他

## 人物
デタッチャブルのネック仕様に「弁当箱式」のピックアップキャビティで改造が容易という理由で、フェンダー系のギターをメインで使用する。特にテレキャスターのボデイにストラトキャスターのピックガード、コイルタップのハムバッカーPU、フラットなメイプル指板で黄色やスカイブルーのボディ色などの仕様を好む。アルバート・リーを始めアメリカン・ルーツ・ミュージックをこよなく愛している。